# Alina Erdmanowa
Alina Erdmanowa, z domu Konoplańska (ur. 25 września 1894 w Komarowie na Wileńszczyźnie, zm. 16 marca 1959 w Olsztynie) – polska lekarka, specjalistka ginekologii i położnictwa, pionierka powojennej służby zdrowia na Warmii i Mazurach.

## Życiorys
Pochodziła z rodziny ziemiańskiej. Ukończyła gimnazjum w Wilnie, w 1917 uzyskała dyplom lekarza na Wydziale Medycznym Uniwersytetu Moskiewskiego. W czasie studiów wyszła za mąż za Antoniego Erdmana (ur. 1885), który studiował na Akademii Rolniczej w Moskwie, i w 1915 urodziła córkę Irenę. Po uzyskaniu dyplomu Erdmanowa pracowała w szpitalu polowym w Bobrujsku nad Berezyną, następnie kierowała szpitalem gminnym w Bacewiczach. Mąż, który w czasie I wojny światowej służył wojskowo, był więziony po rewolucji październikowej jako oficer, ale uzyskał zwolnienie dzięki interwencji u rodziny Feliksa Dzierżyńskiego. W 1920 rodzina Erdmanów osiedliła się w Wilnie.
Erdmanowa pracowała w Wilnie w Szpitalu Wojskowym na Antokolu, następnie w Klinice Ginekologiczno-Położniczej Uniwersytetu Stefana Batorego jako starszy asystent prof. Władysława Jakowickiego. Współpracowała również z wileńskim Szpitalem Kolejowym, Przychodnią Lekarzy Specjalistów, Szpitalem Miejskim Św. Jakuba, a z dr. Janem Janowiczem prowadziła prywatną klinikę przy Alei Róż. Była uznaną specjalistką w dziedzinie ginekologii i położnictwa. Okres okupacji przeżyła w Wilnie.
W 1945 osiedliła się z rodziną w Olsztynie. W maju 1946 wspólnie ze Stanisławem Flisem zorganizowała oddział ginekologiczno-położniczy Szpitala Kolejowego w Olsztynie, kilka miesięcy później poradnię dla kobiet w Poliklinice Wojewódzkiego Urzędu Bezpieczeństwa Publicznego (w maju 1947 przekształconą w oddział ginekologiczno-położniczy). Przez kilka lat była w tej placówce jedynym lekarzem, pełniąc, podobnie jak w szpitalu kolejowym, funkcję ordynatora. Trudna sytuacja materialna okresu pionierskiego, kiedy brakowało miejsc, pościeli, a nawet wyżywienia (bardziej skomplikowane operacje przeprowadzano w szpitalu wojewódzkim, późniejszym miejskim), uległa poprawie po 1950, kiedy to poliklinika olsztyńska zyskała nową siedzibę przy Alei Wojska Polskiego (na tę samą ulicę przeniósł się także Szpital Kolejowy). Poza szpitalami Erdmanowa przyjmowała pacjentów w Przychodni PKP, a także prowadziła prywatną praktykę. Cieszyła się dużym autorytetem współpracowników oraz szacunkiem i zaufaniem pacjentów. Jako znana postać w Olsztynie była bohaterką anegdot – podobno na jej widok motorniczy zatrzymywał tramwaj i bezpłatnie podwoził na żądany przystanek, mogła też liczyć na darmowe kursy dorożką.
Pod jej kierunkiem wykształciło się wielu olsztyńskich lekarzy. Wykonywała często trudne i skomplikowane operacje, takie jak wycięcia guzów jajnika, usunięcia ciąż pozamacicznych czy cesarskie cięcia. W 1957 odeszła z pracy w poliklinice, pozostając do końca życia związana ze Szpitalem Kolejowym. Zmarła w marcu 1959 po wylewie, została pochowana na cmentarzu św. Józefa w Olsztynie. Była odznaczona m.in. Srebrnym i Złotym Krzyżem Zasługi. Rada Miasta Olsztyna nadała jej imię jednej z ulic olsztyńskich (sąsiadującej z cmentarzem komunalnym przy ulicy Poprzecznej).
Mąż Antoni Erdman pracował przed II wojną światową jako komisarz ziemski, po wojnie był urzędnikiem Państwowych Nieruchomości Ziemskich i Najwyższej Izby Kontroli, a także do późnej starości uczył w Szkole Przysposobienia Rolniczego w Starym Dzierzgoniu.